# Ceratocoris bucephalus
Ceratocoris bucephalus är en insektsart som först beskrevs av White 1842.  Ceratocoris bucephalus ingår i släktet Ceratocoris och familjen Plataspidae. Inga underarter finns listade i Catalogue of Life.